# José Cabrera (beisbolista)
José Alberto Cabrera (nacido el 24 de marzo de 1972 en Santiago) es un relevista intermedio dominicano que jugó en las Grandes Ligas de Béisbol desde 1997 hasta 2002.

Cabrera entró en las Grandes Ligas en 1997 con los Astros de Houston, jugando cuatro años antes de unirse a los Bravos de Atlanta (2001) y Cerveceros de Milwaukee (2002). Su  temporada más productiva fue en 2001 con los Bravos, cuando tuvo un récord de un máximos de siete victorias (7) y una efectividad de 2.88 en 55 apariciones saliendo del bullpen. Antes de la temporada 2002, fue enviado por Atlanta junto a Paul Bako a Milwaukee en la misma transacción que llevó a Henry Blanco a los Bravos. Terminó con récord de 6-10 en 50 juegos, incluyendo 11 aperturas, y estableció un récord personal en número de ponches (61) y entradas lanzadas (103 y un tercio).
En 198 juegos, Cabrera tuvo un récord de 19-17 con efectividad de 4.95, cuatro salvamentos, un strikeout-to-walk ratio de 2.04 en 271.0 entradas.
Tras su carrera de Grandes Ligas, Cabrera lanzó para los Scranton/Wilkes-Barre en la Liga Internacional durante la temporada de 2003. En 2008, firmó con los Lancaster Barnstormers de la Atlantic League of Professional Baseball.
Cabrera ha jugado para los Caribes de Anzoátegui en la Liga Venezolana y con los Acereros de Monclova en la Liga Mexicana. Actualmente milita con los Leones del Escogido en la Liga Dominicana.